# Лунгу, Георге
Георге Лунгу (рум. Gheorghe Lungu; род. 5 июля 1978, Бухарест) — румынский боксёр, представитель лёгкой весовой категории. Выступал за сборную Румынии по боксу во второй половине 1990-х — первой половине 2000-х годов, бронзовый призёр чемпионата мира, победитель и призёр турниров международного значения, участник летних Олимпийских игр в Сиднее. В период 2006—2007 годов боксировал также на профессиональном уровне.

## Биография
Георге Лунгу родился 5 июля 1978 года в Бухаресте, Румыния.
Дебютировал на международной арене в сезоне 1996 года, когда вошёл в состав румынской национальной сборной и выступил на чемпионате мира среди юниоров в Гаване.
В 1998 году выиграл Гран-при Усти в Чехии и побывал на чемпионате Европы в Минске, где на стадии четвертьфиналов лёгкой весовой категории был остановлен представителем Германии Каем Хусте.
В 1999 году стал серебряным призёром международного турнира Gee-Bee в Хельсинки, победил на домашнем турнире «Золотой пояс» в Бухаресте. Боксировал на чемпионате мира в Хьюстоне, откуда привёз награду бронзового достоинства — в полуфинале лёгкого веса проиграл титулованному кубинцу Марио Кинделану.
На европейском первенстве 2000 года в Тампере дошёл до четвертьфинала, уступив россиянину Александру Малетину. Благодаря череде удачных выступлений удостоился права защищать честь страны на летних Олимпийских играх в Сиднее — в категории до 60 кг благополучно прошёл первого соперника по турнирной сетке, тогда как во втором бою со счётом 11:14 потерпел поражение от мексиканца Кристиана Бехарано.
После сиднейской Олимпиады Лунгу остался в составе боксёрской команды Румынии и продолжил принимать участие в крупнейших международных соревнованиях. Так, в 2001 году он стал бронзовым призёром международного турнира «Трофео Италия» в Неаполе, получил бронзу на открытом чемпионате Дании в Орхусе, выступил на мировом первенстве в Белфасте, где в 1/8 финала был остановлен Александром Малетиным.
В 2002 году выиграл серебряную медаль на турнире «Золотой пояс» в Бухаресте.
Последний раз показал сколько-нибудь значимый результат на международной арене в сезоне 2003 года, когда принял участие в чемпионате мира в Бангкоке — здесь выбыл из борьбы за медали уже на предварительном этапе, в 1/16 финала его победил монгол Уранчимэгийн Монх-Эрдэнэ.
В 2006—2007 годах Георге Лунгу также пробовал себя на профессиональном уровне, но без особого успеха.